# Хирнсдорф
Хирнсдорф (нем. Hirnsdorf) — коммуна в Австрии, в федеральной земле Штирия. 
Входит в состав округа Вайц.  Население составляет 702 человека (на 31 декабря 2005 года). Занимает площадь 4,53 км². Официальный код  —  61718.

## Политическая ситуация
Бургомистр коммуны — Фридрих Вахман (АНП) по результатам выборов 2005 года.
Совет представителей коммуны (нем. Gemeinderat) состоит из 9 мест.
- АНП занимает 5 мест.
- СДПА занимает 4 места.